# Zulfikar

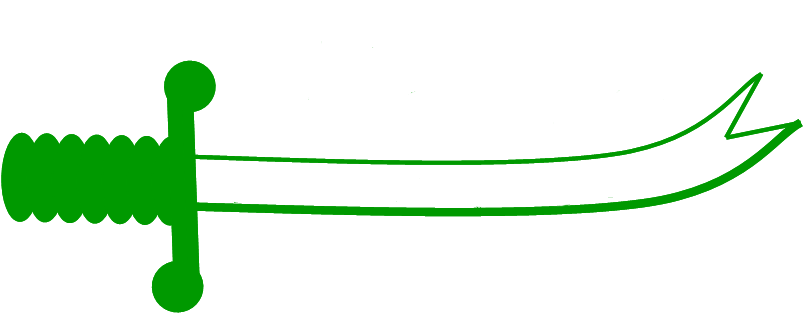
Een afbeelding van Zulfikar

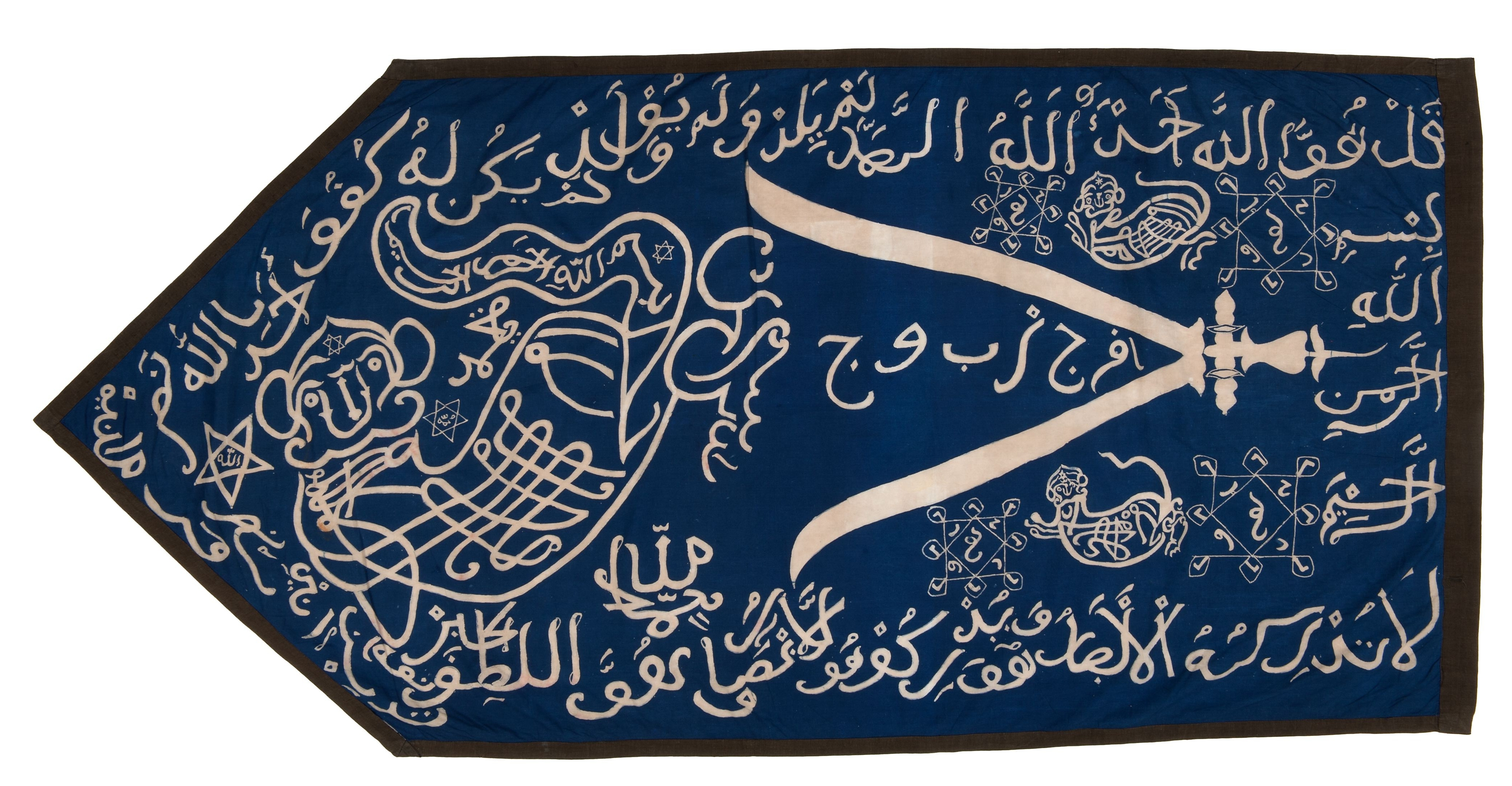
Katoenen banier met Arabische kalligrafie waarin Zulfikar is verwerkt, (collectie Wereldmuseum Amsterdam)

Zulfikar (Dhu'l-Fakar), ook wel Zulfiqar genoemd, was het tweepuntige zwaard van Mohammed (SAW) en zijn schoonzoon, kalief Ali ibn Abi Talib. De sabel is een van de bekendste symbolen uit de islam, en voor de moslims net zo belangrijk als het zwaard Excalibur voor de Britten. Het wordt vooral als 'symbool' door de alevieten gebruikt, waarmee men aantoont dat ze Ali als eerste kalief zien na de Profeet Mohammed en als eerste imam van de twaalf imams. 

## Iconografie
Zulfikar komt al eeuwenlang voor in de iconen van islamitische landen, en werd veel gebruikt door de Abbasidische kalief en het Ottomaanse Rijk. Het wordt vaak afgebeeld met twee bladen, om het mythische te verduidelijken. Sjiieten en alevieten, die geloven dat imam Ali de eerste opvolger van Mohammed is, vinden het zwaard een machtig wapen. Hun gezegde, La fata illa Ali, la saif illa Zulfikar, wat betekent er is geen man als Ali, er is geen zwaard als Zulfikar, werd vaak in wapens gegraveerd. Tegenwoordig zijn er veel sieraden die gedragen worden door Sjiieten om zo hun liefde tegenover imam Ali te uiten.

## Zulfikar als naam
Zulfikar is een bestaande islamitische voornaam; bekende dragers van de naam zijn de Pakistaans-Engelse schrijver Zulfikar Ghose en de Pakistaanse politicus Zulfikar Ali Bhutto. Maar ook een tank van Iraanse makelij draagt de naam Zulfiqar. 